# Yes (tijdschrift)

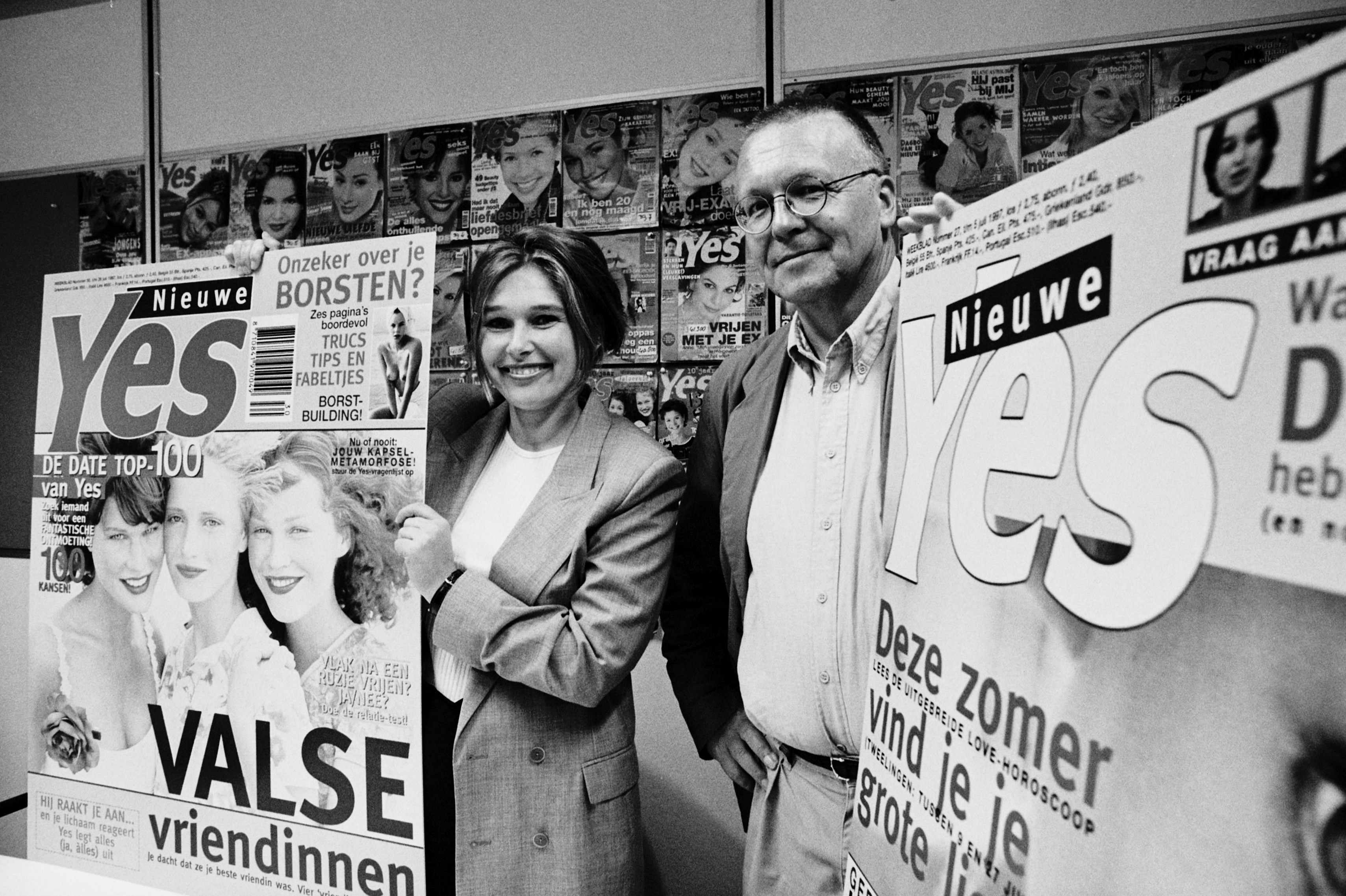
1997 Redactie Yes, VNU, Haarlem

Yes was een Nederlands tijdschrift voor vrouwen in de leeftijd van 18 tot 26. Onderwerpen die vaak ter sprake kwamen, waren relaties, vriendschap, real life stories, seks, psyche en ontspanning.
Yes had een oplage van ongeveer 70.000 exemplaren per week en werd uitgegeven door Sanoma Uitgevers BV te Hoofddorp. 
Op 28 september 2010 maakte Sanoma Uitgevers bekend dat eind december 2010 het laatste nummer zou verschijnen na 24 jaar. De belangrijkste reden hiervoor was dat Sanoma niet genoeg winstpotentieel meer zag in het tijdschrift.